# Lucas Marcolini Dantas Bertucci
Lucas Marcolini Dantas Bertucci (Cornelio Procopio, 1989. május 6. –) brazil labdarúgó, a Kazincbarcika játékosa.

## Pályafutása
Az Athletico Paranaense csapatában nevelkedett. Mindössze 17 évesen volt, amikor 2007 nyarán leigazolta a DVSC. Felnőtt csapatban 2008-09-es UEFA-kupa selejtező mérkőzésen a BSC Young Boys ellen debütált.
2012. március 21-én a DVSC–Újpest (2-1) Magyar Kupa mérkőzésen a szünetben beállva 3 perc játék után gólt szerzett. 2012. május 1-jén az MTK elleni Magyar Kupa döntőn, amely 3-3-as eredmény után tizenegyespárbajban dőlt el, végig a pályán volt és értékesítette a büntetőpontról elvégzett rúgását a hosszabbítás után.
2022 januárjában opciós joggal kölcsönbe került a DVTK csapatához.

## Család
A Ferencváros brazil középpályásának, Leandrónak az unokaöccse.

## Sikerei, díjai
Debreceni VSC
- Magyar kupa-győztes (2): 2012, 2013

 Kisvárda
- Magyar labdarúgó-bajnokság ezüstérmes: 2021–22

 Kazincbarcika
- NB II ezüstérmes (1) : 2024–25